# 2,2,4-trimetilpentano
El 2,2,4-trimetilpentano (muchas veces llamado iso-octano o isoctano) es un isómero del octano. Es un alcano ramificado que tiene una cadena principal de pentano con tres radicales metilo unidos (lo que da un total de 8 carbonos). Se utiliza como el punto de referencia 100 de la escala de octanaje, mientras que el n-heptano es el 0.